# Салерм
Сале́рм (фр. и окс. Salerm) — коммуна во Франции, находится в регионе Юг — Пиренеи. Департамент — Верхняя Гаронна. Входит в состав кантона Л’Иль-ан-Додон. Округ коммуны — Сен-Годенс.
Код INSEE коммуны — 31522.

## География

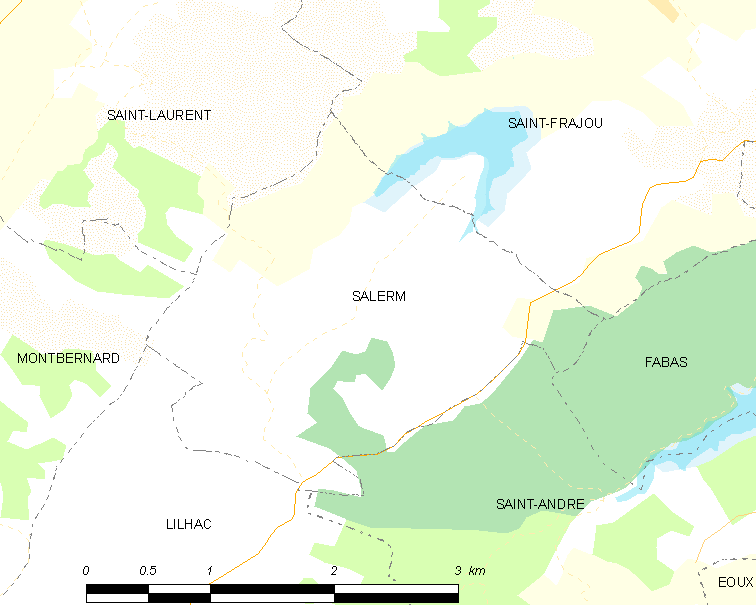
Карта коммуны

Коммуна расположена приблизительно в 630 км к югу от Парижа, в 65 км к юго-западу от Тулузы.

## Климат
Климат умеренно-океанический. Зима мягкая и снежная, весна характеризуется сильными дождями и грозами, лето сухое и жаркое, осень солнечная. Преобладают сильные юго-восточные и северо-западные ветры.

## Население
Население коммуны на 2010 год составляло 55 человек.
| 1962 | 1968 | 1975 | 1982 | 1990 | 1999 | 2010 |
| ---- | ---- | ---- | ---- | ---- | ---- | ---- |
| 96   | 83   | 53   | 70   | 56   | 55   | 55   |

## Экономика
В 2010 году среди 26 человек трудоспособного возраста (15—64 лет) 15 были экономически активными, 11 — неактивными (показатель активности — 57,7 %, в 1999 году было 50,0 %). Из 15 активных жителей работали 12 человек (7 мужчин и 5 женщин), безработных было 3 (1 мужчина и 2 женщины). Среди 11 неактивных 2 человека были учениками или студентами, 6 — пенсионерами, 3 были неактивными по другим причинам.